# Талдиапанський сільський округ
Талдиапа́нський сільський округ (каз. Талдыапан ауылдық округі, рос. Талдыапанский сельский округ) — адміністративна одиниця у складі Казталовського району Західноказахстанської області Казахстану. Адміністративний центр — село Талдиапан.
Населення — 1110 осіб (2021; 1717 у 2009, 2499 у 1999, 2694 у 1989).
Станом на 1989 рік існувала Сарикудуцька сільська рада (село Сарикудук) та Талдиапанська сільська рада (села Бейстерек, Кайшакудук, Никанор, Талдиапан) колишнього Фурмановського району.

## Склад
До складу округу входять такі населені пункти:
| Населений пункт  | Старі назви | Населення, осіб (1989) | Населення, осіб (1999) | Населення, осіб (2009) | Населення, осіб (2021) |
| ---------------- | ----------- | ---------------------- | ---------------------- | ---------------------- | ---------------------- |
| Беїстерек, село  | Бейстерек   | 291                    | 273                    | 156                    | 83                     |
| Кайшакудук, село | -           | 297                    | 273                    | 195                    | 123                    |
| Кособа, село     | Никанор     | 296                    | 236                    | 194                    | 142                    |
| Сарикудук, село  | -           | 737                    | 545                    | 342                    | 241                    |
| Талдиапан, село  | -           | 1073                   | 1172                   | 830                    | 521                    |